# 杨斌 (1969年)
杨斌（1969年5月—），男，清华大学经济管理学院领导力与组织管理系教授，清华大学副校长。

## 生平[2]
1987年9月，进入清华大学经济管理学院进行本科学习。1992年7月，本科毕业留校工作。1994年9月，进入清华大学经济管理学院攻读博士学位。2000年7月，博士毕业。
2006年4月，任清华大学经济管理学院党委书记。2013年10月，任清华大学研究生院常务副院长。2014年10月，任清华大学党委常委、副校长。